# Феређи (Хунедоара)
Феређи (рум. Feregi) насеље је у Румунији у округу Хунедоара у општини Чербал. Oпштина се налази на надморској висини од 875 m.

## Становништво
Према подацима из 2002. године у насељу је живело 90 становника, од којих су сви румунске националности.